# Cajal (cràter)

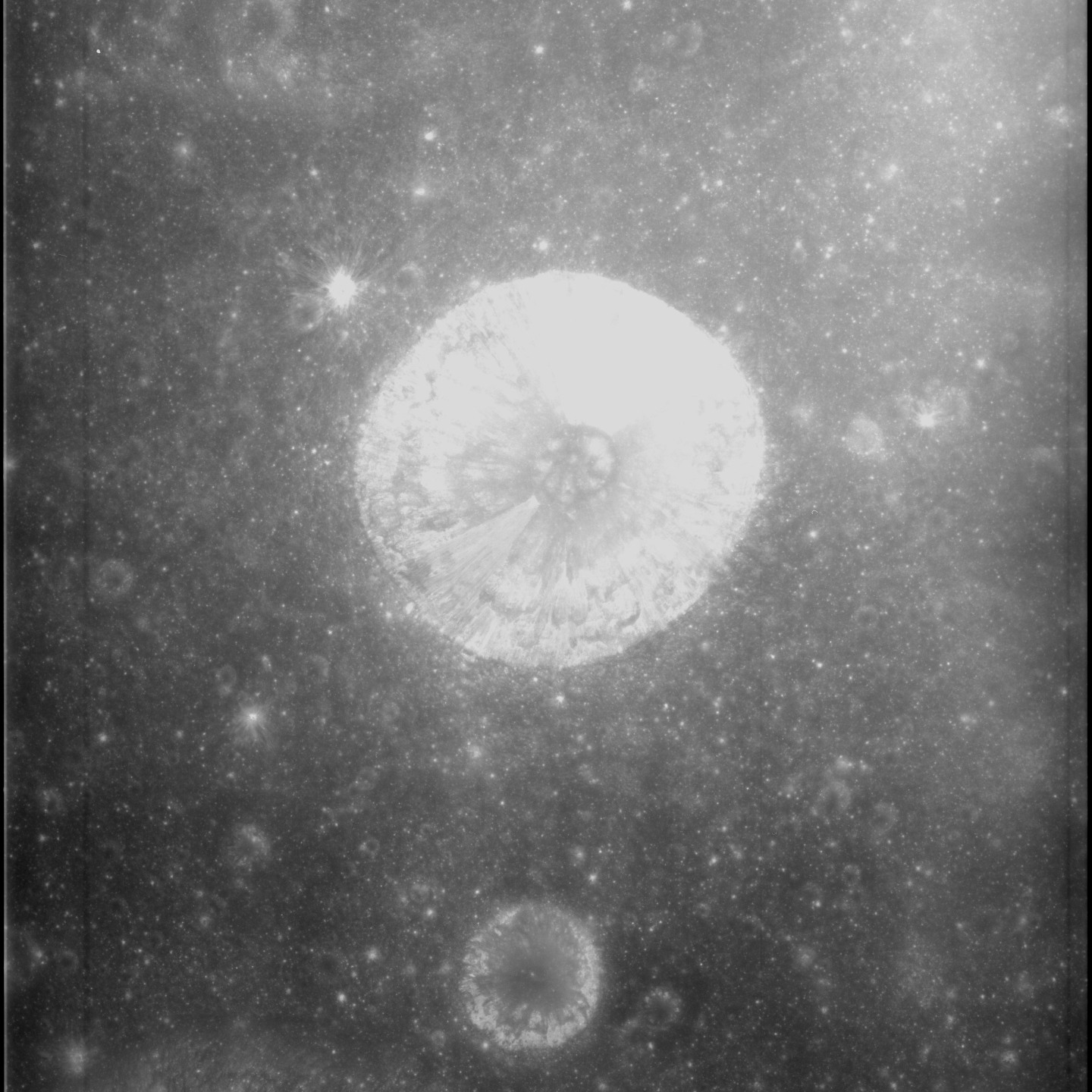
Imatge panoràmica des de l'Apol·lo 15

Cajal és un petit cràter lunar d'impacte, de 9 km de diàmetre, que es troba a la part nord del Mare Tranquilitatis. Relativament aïllat, és a mig camí entre Sinas (al sud) i Vitruvius (al nord).

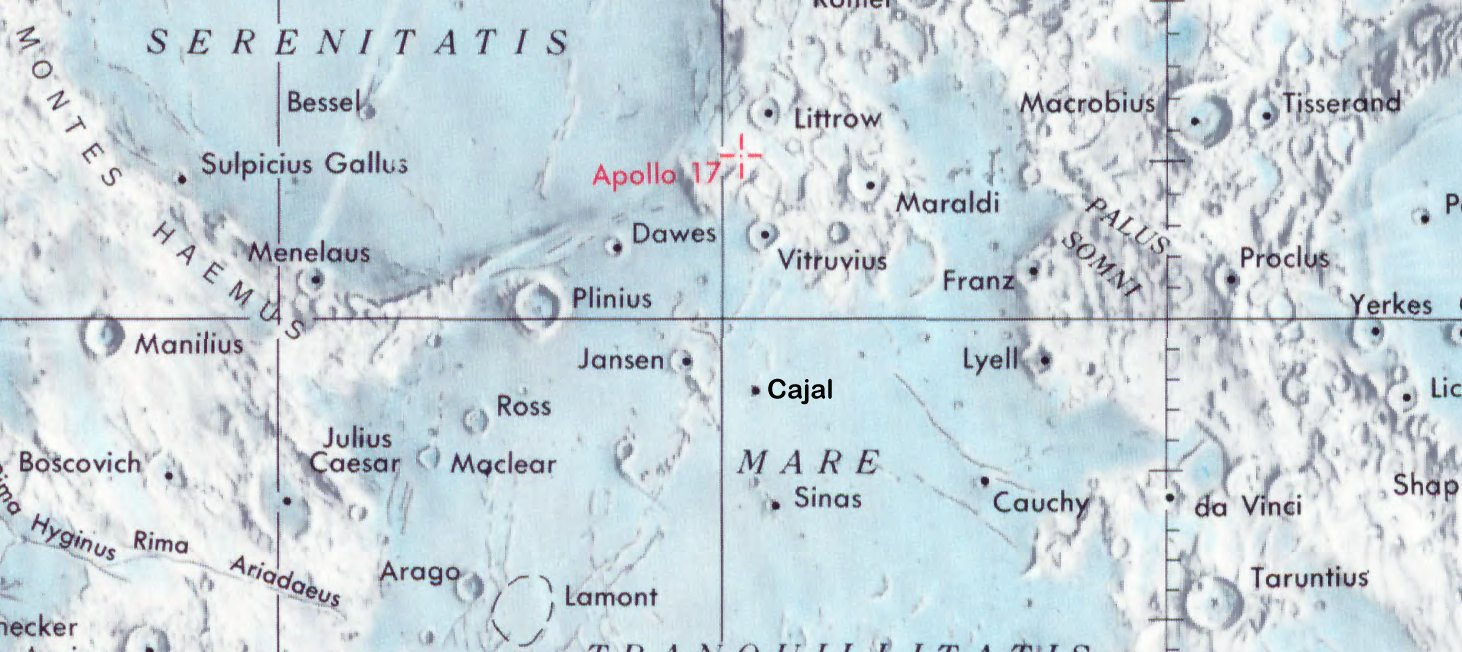
Localització de Cajal (centre de la imatge)

És una formació circular, amb forma de copa, que jau al sud-est del cràter negat de lava Jansen. Al nord-oest hi ha un conjunt de crestes arrugades denominades Dorsa Barlow.
Fou anomenat en memòria del doctor i premi Nobel Santiago Ramón y Cajal.